# Чугач (национальный лес)
Чуга́ч (англ. Chugach National Forest) — национальный лес на Аляске, США. Второй по размеру национальный лес в США (после Тонгасса) и самый северный из них.

## География

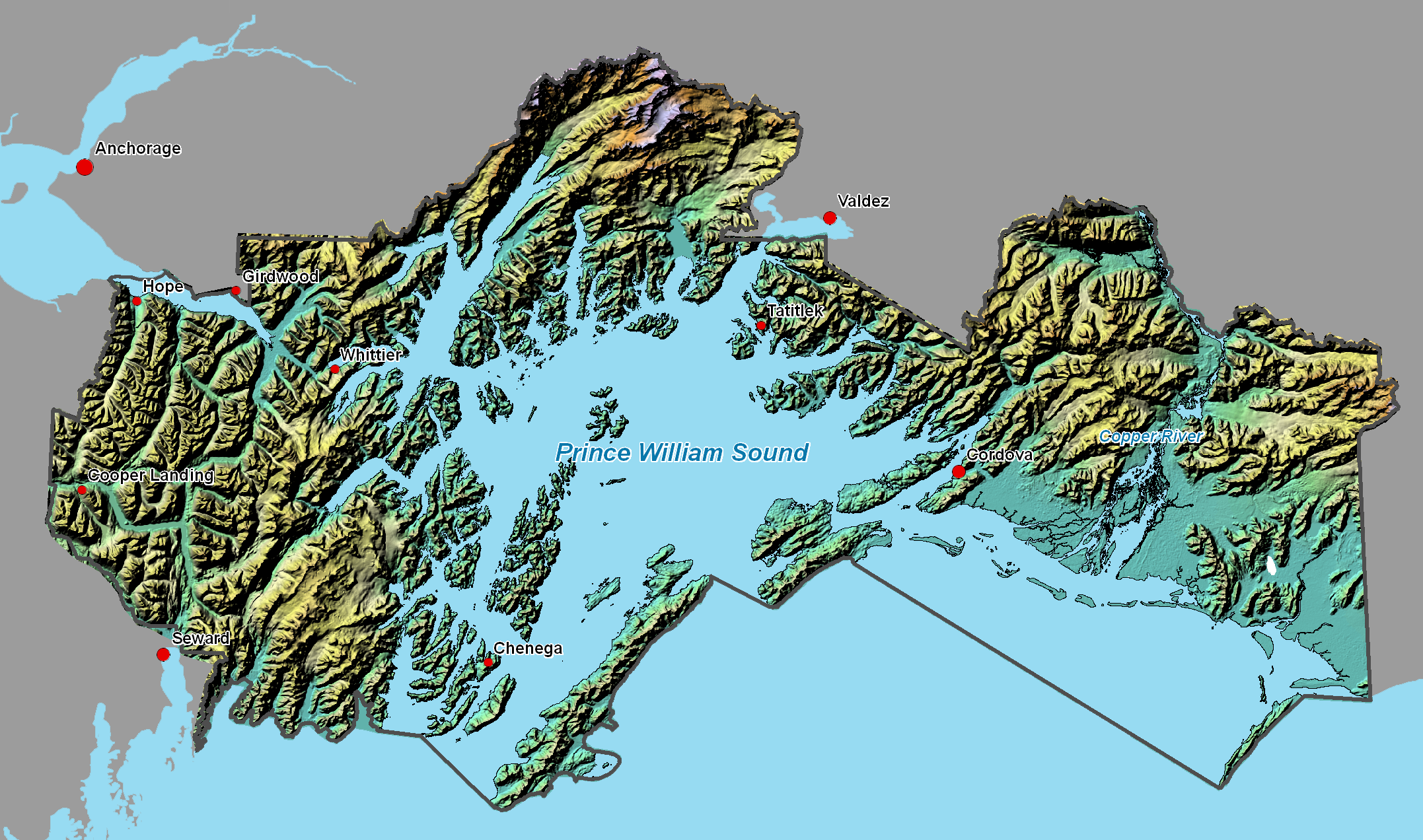
Карта Чугача

Национальный лес Чугач находится в южной части штата, окружая пролив Принца Вильгельма, занимая восточную часть полуострова Кенай и дельту реки Коппер. Бо́льшая часть Чугача состоит из отрогов Чугачских гор. Под лес было выделено 93 тысячи квадратных километров. Впоследствии площадь заповедника была уменьшена и по состоянию на 2011 год составляла 27 958 км². 

## Описание
Чугач был образован 23 июля 1907 года по распоряжению Президента США Теодора Рузвельта. Протяжённость дорог — 140 километров. Администрация леса находится в Анкоридже, рейнджерские станции также расположены в Кордове и Сьюарде. Лес Чугач расположен сразу в шести административных образованиях: зоне переписи населения Валдиз—Кордова, боро Кенай-Пенинсула, Матануска-Суситна и Кадьяк-Айленд, городских муниципалитетах Анкоридж и Якутат.
Несмотря на название, леса́ в Чугаче занимают относительно небольшую полосу между океаном и Чугачскими горами. Наиболее часто встречаются ель ситхинская, тсуга западная и горная.

## Населённые пункты
В скобках указано количество жителей по переписи 2010 года
- Кордова (2239)
- Купер-Лендинг[англ.] (289)
- Уиттиер (220)
- Хоп (192)
- Татитлек (88)
- Ченега (76)